# Falk Lauritsen Rejser
Falk Lauritsen Rejser är en dansk resebyrå som grundades år 1969 av Ragnar Falk Lauritsen. Under åren har företaget samarbetat med det nu konkursade flygbolaget Sterling Airways och Fritidsresors danska systerbolag Star Tour. Falk Lauritsen Rejser ingår i resekoncernen Kuoni Scandinavia där även det svenska resebolaget Apollo ingår.